# Vlag van Lucca
De onafhankelijke Italiaanse stadstaat Lucca heeft door de eeuwen heen verschillende vlaggen gehad.
Tot de verovering door de Fransen in 1799 had de Republiek Lucca een vlag met het motto Libertas (vrijheid) op een blauwe achtergrond. Vanaf de 14e eeuw werd hier ook nog een kroon aan toegevoegd.
In het napoleontische tijdperk was Lucca een vazalstaat van Frankrijk en voerde achtereenvolgens een aantal verschillende vlaggen.
De vlag van het Hertogdom Lucca (1815-1818, bestond uit twee even grote horizontale banen in de kleuren geel (boven) en rood (onder).
De huidige vlag van de stad Lucca is in 1125 gebruik genomen, en bestaat uit twee even grote horizontale banen in de kleuren wit (boven) en rood (onder). De vlag is gelijk aan de vlag van Polen.

? Vlag van de Republiek Lucca, 1125-1799, ook de huidige vlag van de stad Lucca
? Vlag van de Republiek Lucca, 1799-1801
? Vlag van de Republiek Lucca, 1801-1805
? Vlag van het Vorstendom Lucca en Piombino, 1805-1815
? Vlag van het Hertogdom Lucca, 1815-1818
? Vlag van het Hertogdom Lucca, 1818-1824
? Vlag van het Hertogdom Lucca, 1824-1847